# SZTE Irodalomtudományi Doktori Iskola
A felsőoktatásról szóló 1993. évi LXXX. törvény — amely visszaadta az egyeteknek a tudományos fokozatadás és az arra való felkészítés jogát — hatályba lépését követően a Szegedi Tudományegyetem két — egyetemi rangú — jogelőd intézményében, a József Attila Tudományegyetemen és a Szent-Györgyi Albert Orvostudományi Egyetemen 17, ill. 9 doktori program nyert akkreditációt. Ezek száma 2000-re 20, illetve 10-re nőtt. Az induló, az 1993/94-es tanévben 94, illetve 26 államilag finanszírozott és 32, illetve 26 költségtérítéses doktorandusz hallgató kezdte meg 3 éves tanulmányait. A két egyetem együttesen 497 doktori, PhD fokozatot ítélt oda. Ezek egy (kisebb) részét korábban szerzett Dr. Univ. egyetemi tudományos fokozat, vagy kandidátusi fokozat alapján adományozta.
Az egységes Szegedi Tudományegyetem megalakulásakor, 2000-ben, 555 doktorandusz hallgatója volt. Közülük 298-an részesültek állami, míg 48-an egyéb (főleg az SZBK által biztosított) ösztöndíjban. Az MTA Szegedi Biológiai Központja az óta is rendszeresen biztosít ösztöndíjakat a doktori képzésben részt vevő hallgatóknak, és egyben fedezi képzési költségeiket is. Az e formában tanulmányaikat folytató doktoranduszok száma évente 60 és 80 közé tehető.
A felsőoktatási törvény 2000. évi módosítása után az immár egységes egyetemen 16 doktori iskola nyert előbb ideiglenes, majd végleges akkreditációt a korábbi doktori programjaira alapozva.
2003-ra valamennyi olyan tudományterületen, ahol korábban doktori programjuk volt, doktori iskola létesült, ezzel a számuk 17-re nőtt.
Jelenleg 19 doktori iskolájuk van, amelyek egy kivételével lefedik azon tudományterületeket, amelyeken alap- és mesterképzést folytatnak.
A 19 doktori iskolában 954 oktató tevékenykedik. Közülük 736-an témavezetők. 263 oktatónk/kutatónk rendelkezik törzstagi státusszal.
A szervezett doktori képzés időtartama 36 hónap. Ennek keretében a doktoranduszok elméleti képzésben vesznek részt és témavezetőjük irányításával kutatómunkát végeznek.
A doktori (PhD) fokozat önálló kutatómunkán alapuló, zömében már szakmai folyóiratokban publikált értekezés nyilvános vitában való megvédése és egy összefoglaló elméleti vizsga révén szerezhető meg. A tudományos fokozat odaítéléséről az Egyetemi Doktori Tanács dönt. A fokozatot megszerzett doktorjelöltek ünnepélyes avatására általában évente két alkalommal kerül sor.
A doktori iskolák munkájának, a képzések és fokozatszerzéseik összehangolására hozta létre 1999-ben a József Attila Tudományegyetem Doktori Intézetét. Az egységes Szegedi Tudományegyetem 2000-es megalakulásával a teljesen új egyetemen látja el az előbbi feladatokat.
http://www2.arts.u-szeged.hu/idi/ Archiválva 2011. április 16-i dátummal a Wayback Machine-ben